# المركز الجامعي مرسلي عبد الله
جامعة عبد الله مرسلي (بالفرنسية: Université Abdallah Morsli)‏ هي جامعة جزائرية حكومية تقع في ولاية تيبازة.

## التأسيس
تم تأسيس جامعة عبد الله مرسلي بتاريخ 22 أوت 2011م الموافق ليوم 22 رمضان 1432هـ.
وجاء هذا التأسيس بمقتضى المرسوم التنفيذي رقم 11-302 المتضمن إنشاء «مركز جامعي في مدينة تيبازة».
وتم هذا الإنشاء على شكل مؤسسة عمومية [الفرنسية] ذات طابع علمي وثقافي ومهني موهوبة بالشخصية المعنوية والاستقلالية المالية.
وتم تسيير هذه المؤسسة الجامعية وفق تدابير المرسوم التنفيذي رقم 05-299 المؤرخ في 16 أوت 2005م الموافق لتاريخ 11 رجب 1426م.

## التسمية
تم تكريم المجاهد عبد الله مرسلي من الولاية الرابعة التاريخية بعد وفاته من خلال إعطاء اسمه لجامعة تيبازة لتصبح بذلك تسميتها جامعة عبد الله مرسلي.
وكانت هذه التسمية بمناسبة الاحتفال بذكرى ثورة التحرير الجزائري خلال يوم 1 نوفمبر 2014م.

## المدراء
| رقم | المدير    | البداية        | النهاية       |
| --- | --------- | -------------- | ------------- |
| 01  | فضيل رابح | 30 أفريل 2017م | 2018م (حاليا) |

## المعاهد
تضم هذه الجامعة حاليا ستة معاهد هي:
1. معهد العلوم اللغويةالعلوم القانونية والعلوم السياسية.
2. معهد العلوم الاقتصادية والعلوم التجارية وعلوم التسيير.
3. معهد العلوم والتكنولوجيا
4. معهد علوم الطبيعة والحياة

3-معهد العلوم الإنسانية والاجتماعية

## الموقع
تقع «جامعة عبد الله مرسلي» غير بعيد عن الشريط الساحلي لولاية تيبازة على بعد 15 كلم شمال شرق سد بوكوردان، وعلى بعد 20 كلم شرق ميناء الحمدانية، وعلى بعد 73 كلم شمال شرق سد كاف الدير.
وهذا الموقع الرائع شمال جبال ساحل الجزائر المطلة على الشريط الساحلي والواجهة البحرية لمنطقة القبائل الشنوية، يجعل منه موقعا استراتيجيا مقابلا للطريق الوطني رقم 11.
تقع «جامعة عبد الله مرسلي» على بعد 56 كلم جنوب غرب قصبة الجزائر، وتطل على وادي مرزوق.
وتقع هذه الجامعة في منطقة القبائل الشنوية.

## مكتبة الصور

بلدية تيبازة
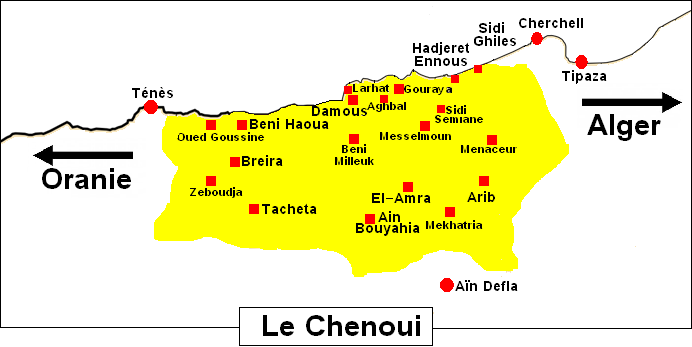
منطقة القبائل الشنوية
منطقة القبائل الشنوية
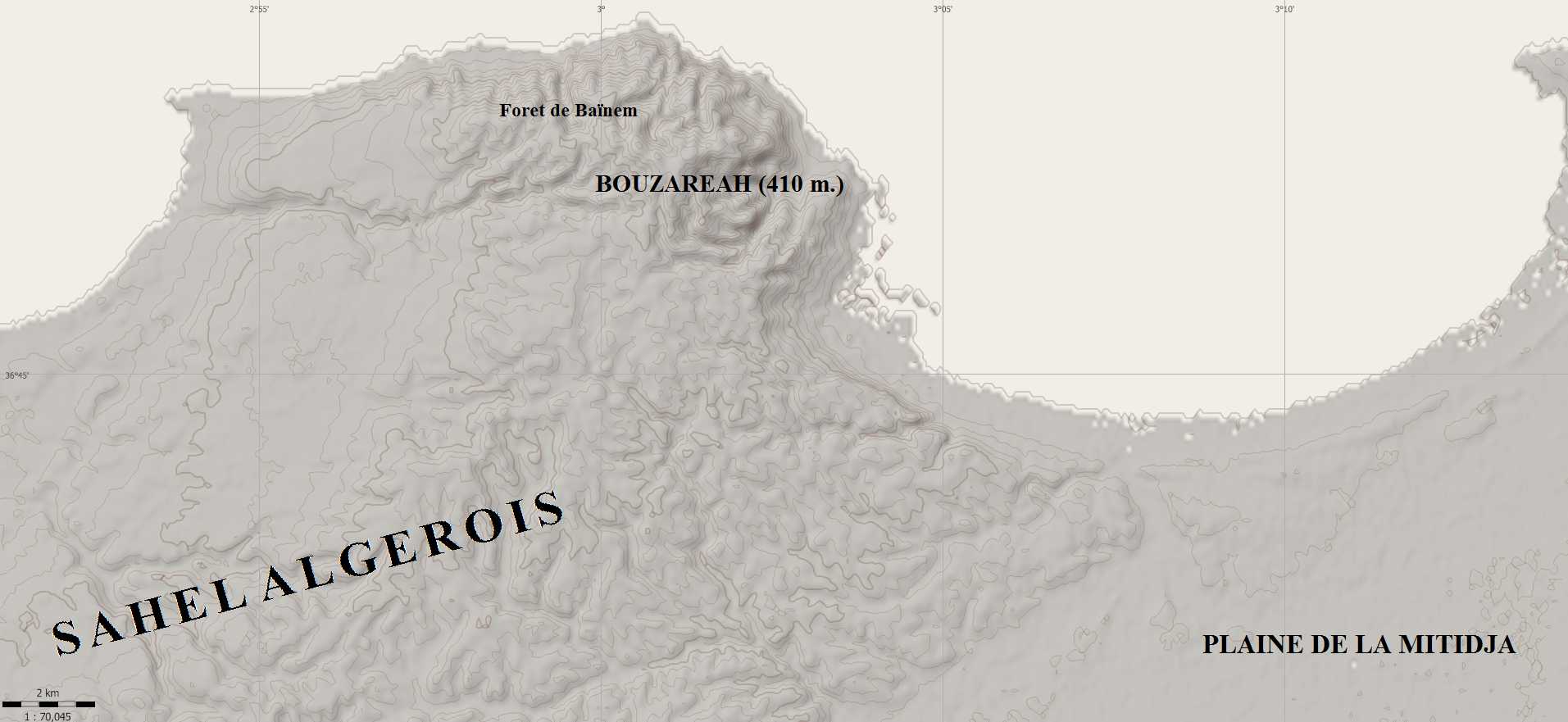
جبال ساحل الجزائر
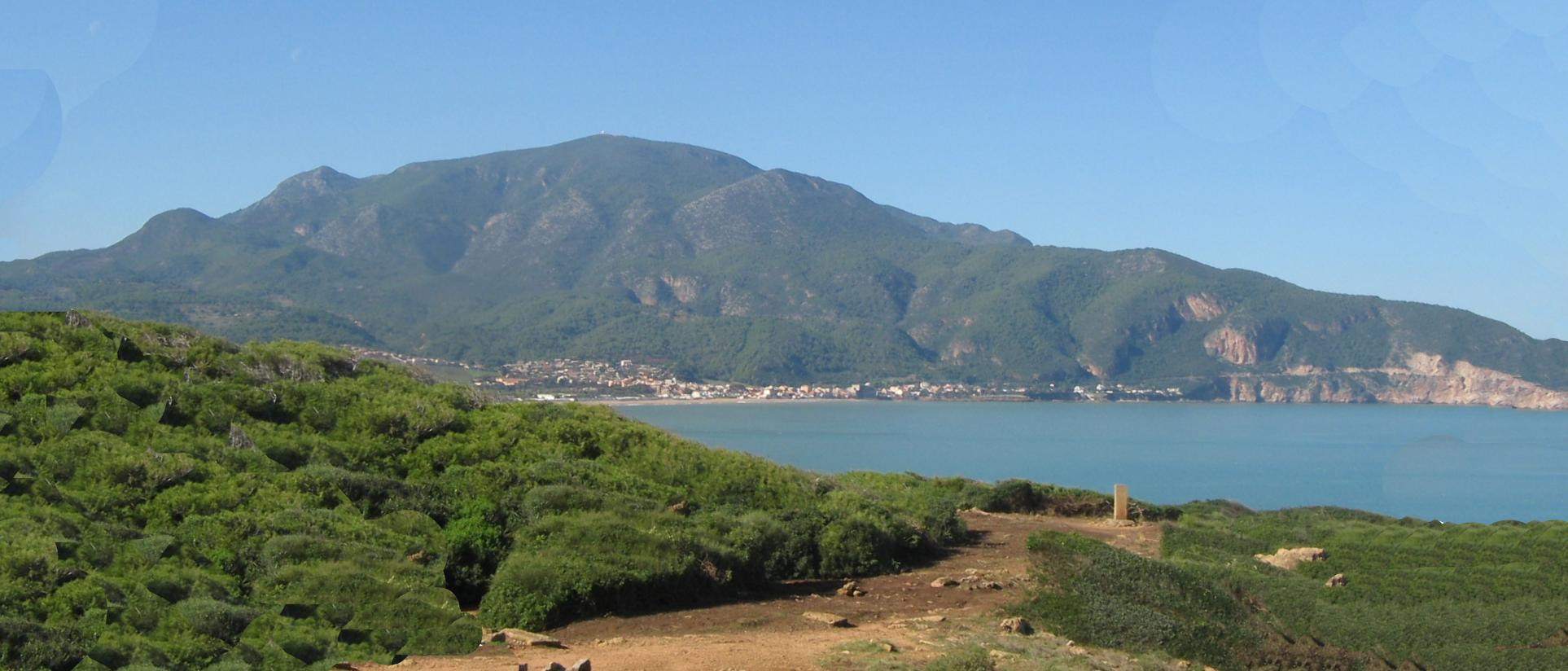
جبل شنوة

### مواضيع ذات صلة
- وزارة التعليم العالي والبحث العلمي الجزائرية
- قائمة الجامعات في الجزائر

### فيديوهات
- مراسيم تدشين جامعة تيبازة يوم 01 نوفمبر 2014 باسم المرحوم المجاهد مرسلي عبد الله على يوتيوب.

### وصلات خارجية
- الموقع الرسمي لجامعة عبد الله مرسلي في تيبازة.
- المركز الجامعي مرسلي عبد الله  على فيسبوك.